# Шехзаде Селим (сын Мехмеда III)
Шехзаде́ Сели́м (осм. شهزاد سليم;  тур. Şehzade Selim; 1585, Стамбул — 20 апреля 1597, там же) — сын османского султана Мехмеда III.

## Биография
Родился в 1585 году в Стамбуле в семье будущего султана Мехмеда III. Кто был его матерью, достоверно неизвестно: так, ряд историков называет матерью Селима Хандан-султан; однако Хандан, попавшая в гарем во второй половине 1583 года, стала наложницей султана только в 1589 году.
В 1595 году умер султан Мурад III, и отец Селима взошёл на трон. Поскольку шехзаде был старшим сыном султана, 16 января 1595 года он был объявлен наследником престола. Селим умер от скарлатины 20 апреля 1597 года в Стамбуле. Похоронен рядом с прадедом султаном Селимом II в мечети Ая-Софья.